# Omar Marmoush
Omar Khaled Mohamed Abd Elsala Marmoush (* 7. února 1999 Káhira) je egyptský fotbalista, který hraje jako útočník za Manchester City FC a egyptskou reprezentaci.

## Klubová kariéra
Marmoush debutoval 8. července 2016 za Wadi Degla v egyptské lize. Za klub odehrál 16 zápasů a vstřelil 2 góly.

### VfL Wolfsburg
V roce 2017 přestoupil do Wolfsburgu II.
26. května 2020 debutoval za VfL Wolfsburg, 23. června podepsal s klubem profesionální smlouvu.
5. srpna nastoupil do utkání Evropské ligy proti Šachtaru Doněck.
24. ledna 2023 vstřelil za klub svůj první gól.

### St. Pauli
V lednu 2021 byl poslán na hostování do FC St. Pauli, za klub odehrál 21 zápasů a vstřelil 7 gólů.

### VfB Stuttgart
V srpnu 2021 byl poslán na další hostování, do Stuttgartu.

### Eintracht Frankfurt
V roce 2023 přestoupil do Frankfurtu.
Sezónu zakončil s 16 góly v 37 zápasech a přilákal pozornost klubů jako Arsenal FC, Liverpool FC, Newcastle United FC a Tottenham Hotspur.

### Manchester City
V roce 2025 přestoupil do Manchesteru City.